# Berlinale 1992
La Berlinale 1992, 42e édition du festival international du film de Berlin (42. Internationalen Filmfestspiele Berlin), s'est tenue du 13 au 24 février 1992.

## Jury
- Annie Girardot (France), présidente du jury
- Charles Champlin (USA)
- Sylvia Chang (Hong-Kong)
- Ildikó Enyedi (Hongrie)
- Irving N. Ivers (Canada)
- Wolfgang Klaue (Allemagne)
- Fernando Lara (Espagne)
- Eldar Schengelaja (Georgie)
- Dahlia Shapira (Israël)
- Michael Verhoeven (Allemagne)
- Susannah York (Royaume-Uni)

## Sélections

### Compétition
La sélection officielle en compétition se compose de 26 films.
| Titre                                                | Réalisation            | Pays             | Distribution                                                                                               |
| ---------------------------------------------------- | ---------------------- | ---------------- | --- |
| Beltenebros                                          | Pilar Miró             | Espagne          | Terence Stamp, Patsy Kensit, José Luis Gómez                                                               |
| Bugsy                                                | Barry Levinson         | États-Unis       | Warren Beatty, Annette Bening, Harvey Keitel, Elliott Gould, Ben Kingsley                                  |
| Céline                                               | Jean-Claude Brisseau   | France           | Isabelle Pasco, Lisa Heredia, Danièle Lebrun                                                               |
| Center Stage (Yuen Ling-yuk)                         | Stanley Kwan           | Hong Kong        | Maggie Cheung, Carina Lau, Waise Lee, Tony Leung Ka-fai                                                    |
| Le Cercle des intimes (The Inner Circle)             | Andreï Kontchalovski   | Union soviétique | Tom Hulce, Lolita Davidovich, Bob Hoskins                                                                  |
| Chère Emma (Édes Emma, drága Böbe - vázlatok, aktok) | István Szabó           | Hongrie          | Johanna ter Steege, Enikö Börcsök, Péter Andorai, Éva Kerekes                                              |
| Conte d'hiver                                        | Éric Rohmer            | France           | Charlotte Véry, Frédéric van den Driessche, Michel Voletti, Hervé Furic                                    |
| Dead Again                                           | Kenneth Branagh        | États-Unis       | Kenneth Branagh, Emma Thompson, Andy García, Hanna Schygulla, Derek Jacobi, Robin Williams, Campbell Scott |
| Der Brocken                                          | Vadim Glowna           | Allemagne        | Elsa Grube-Deister, Rolf Zacher, Muriel Baumeister, Ben Becker                                             |
| El largo invierno                                    | Jaime Camino           | Espagne          | Vittorio Gassman, Jacques Penot, Elizabeth Hurley, Jean Rochefort, Adolfo Marsillach                       |
| Rcheuli                                              | Mikhaïl Kalatozichvili | Union soviétique | Avtandil Makharadze, Nineli Chankvetadze, Larisa Guzeyeva                                                  |
| Le Festin nu (The Naked Lunch)                       | David Cronenberg       | Canada           | Peter Weller, Judy Davis, Ian Holm, Julian Sands, Roy Scheider                                             |
| La frontera                                          | Ricardo Larraín        | Chili            | Patricio Contreras, Gloria Laso                                                                            |
| Gas Food Lodging                                     | Allison Anders         | États-Unis       | Brooke Adams, Ione Skye, Fairuza Balk, James Brolin, Robert Knepper, Jacob Vargas                          |
| Grand Canyon                                         | Lawrence Kasdan        | États-Unis       | Danny Glover, Kevin Kline, Steve Martin, Mary McDonnell, Mary-Louise Parker, Alfre Woodard                 |
| Gudrun                                               | Hans W. Geißendörfer   | Allemagne        | Kerstin Gmelch, Barbara Thummet, Roman Mitterer, Veronika Freimanová                                       |
| Il capitano                                          | Jan Troell             | Suède            | Antti Reini, Maria Heiskanen                                                                               |
| Infinitas                                            | Marlen Khoutsiev       | Union soviétique | Vladislav Pilnikov, Alexei Zelenov, Marina Khazova                                                         |
| The Last Days of Chez Nous                           | Gillian Armstrong      | Australie        | Lisa Harrow, Bruno Ganz, Kerry Fox, Miranda Otto, Bill Hunter                                              |
| Light Sleeper                                        | Paul Schrader          | États-Unis       | Willem Dafoe, Susan Sarandon, Dana Delany, David Clennon, Mary Beth Hurt, Victor Garber                    |
| La Mousse lumineuse (Hikarigoke)                     | Kei Kumai              | Japon            | Rentarō Mikuni, Hisashi Igawa, Eiji Okuda                                                                  |
| Les Nerfs à vif (Cape Fear)                          | Martin Scorsese        | États-Unis       | Robert De Niro, Nick Nolte, Jessica Lange, Juliette Lewis, Joe Don Baker, Robert Mitchum, Gregory Peck     |
| Rien que des mensonges                               | Paule Muret            | France           | Fanny Ardant, Alain Bashung, Jacques Perrin                                                                |
| Tous les matins du monde                             | Alain Corneau          | France           | Jean-Pierre Marielle, Gérard Depardieu, Anne Brochet, Guillaume Depardieu                                  |
| Une vie indépendante (Samostoyatelnaya zhizn)        | Vitali Kanevski        | Russie           | Pavel Nazarov, Dinara Droukarova                                                                           |
| Utz, la passion de l'art (Utz)                       | George Sluizer         | Allemagne        | Armin Mueller-Stahl, Brenda Fricker, Peter Riegert, Paul Scofield                                          |

### Hors compétition
1 film est présenté hors compétition.
- Leningrad Cowboys: Those Were the Days d'Aki Kaurismäki

## Palmarès
- Ours d'or : Grand Canyon de Lawrence Kasdan
- Ours d'argent (Grand prix du jury) : Chère Emma (Édes Emma, drága Böbe - vázlatok, aktok) d'István Szabó
- Ours d'argent du meilleur acteur : Armin Mueller-Stahl pour Utz, la passion de l'art
- Ours d'argent de la meilleure actrice : Maggie Cheung pour Center Stage
- Ours d'argent du meilleur réalisateur : Jan Troell pour Il capitano